# Niederham (Königsdorf)
Niederham ist ein Gemeindeteil der Gemeinde Königsdorf im oberbayerischen Landkreis Bad Tölz-Wolfratshausen. Das Dorf liegt circa einen Kilometer nordöstlich von Königsdorf.

## Baudenkmäler
Siehe auch: Liste der Baudenkmäler in Niederham